# طليعة كييف
كانت "طليعة كييف" (بالأوكرانية: Київський авангард، بالرومانية: Kyivskyy avanhard) عبارة عن مجموعة غير رسمية من الملحنين الطليعيين التي تم تشكيلها في كييف قبل عام 1965.
درس ملحنو المجموعة أعمالًا لسترافينسكي، وبارتوك، وملحني المدرسة الفيينية الثانية (مثل شونبيرج، ويبرن، بيرج)، بالإضافة إلى إدغارد فاريس، وجون كيدج، وزيناكيس، ولوتشيانو بيريو، وفيتولد لوتوسوافسكي وغيرهم من الملحنين الرائدين في ما بعد الأسلوب السلسلي (بما في ذلك الملحنين البولنديين). نتيجة لتباينهم مع الاتجاهات التقليدية في الأوساط الموسيقية الرسمية في الاتحاد السوفييتي، تعرض أعضاء "طليعة كييف" لعدة أشكال من القمع. ففي عام 1970، تم طرد ف. سيلفستروف، ف. جودزياتسكي، ل. جرابوفسكي، وف. جوبا من اتحاد الملحنين في جمهورية أوكرانيا الاشتراكية السوفيتية. سرعان ما تفككت المجموعة، لكن بعد ثلاث سنوات فقط، تم إعادة أعضاء "طليعة كييف" الذين تم طردهم إلى الاتحاد، بعدما كتبوا رسالة إلى الحائزين على جائزة لينين مثل شوستاكوفيتش، وكارا كاراييف، وخاتشاتوريان، طلبًا للحماية. وبحسب قول فالنتين سيلفستروف، فإن الطرد من الاتحاد كان "يشبه الخنق".
Ah, I see! Here's the translation to Arabic:
في أوائل الستينيات، كان أعضاء مجموعة "طليعة كييف" يتضمنون ملحنين مثل ف. سيلفستروف، ف. جودزياتسكي، ل. جرابوفسكي، ف. جوبا، وآخرين. كان هؤلاء الموسيقيون متأثرين بأعمال ملحنين مثل سترافينسكي، وبارتوك، ومدرسة فيينا الثانية (شونبيرج، ويبرن، بيرج)، بالإضافة إلى شخصيات مثل إدغارد فاريس، وجون كيدج، وزيناكيس، ولوتشيانو بيريو، وفيتولد لوتوسوافسكي، وغيرهم من الملحنين الطليعيين الذين تجاوزوا الأسلوب السلسلي. كانت أعمالهم تُعتبر تحديًا للاتجاهات التقليدية في الأوساط الموسيقية السوفيتية الرسمية، مما أدى إلى تعرضهم لأشكال مختلفة من القمع. في عام 1970، تم طرد هؤلاء الملحنين من اتحاد الملحنين في جمهورية أوكرانيا الاشتراكية السوفيتية. ومع ذلك، سرعان ما تفككت المجموعة، وبعد ثلاث سنوات فقط، تم إعادة بعض أعضائها إلى الاتحاد بعد أن كتبوا رسالة إلى الحائزين على جائزة لينين مثل شوستاكوفيتش، وكارا كاراييف، وخاتشاتوريان، طلبًا لحمايتهم. ووفقًا لفالنتين سيلفستروف، فإن الطرد من الاتحاد كان "يشبه الخنق".
- Ihor Blazhkov [Блажков Ігор Іванович] (composer)
- Leonid Hrabovsky
- Valentyn Silvestrov
- Vitaliy Hodziatsky
- Volodymyr Huba
- Volodymyr Zahortsev [Загорцев Володимир Миколайович]
- Petro Solovkin [Соловкін Петро Георгійович]
- Vitaliy Patsera [Пацера Віталій Володимирович]

وبعد ذلك بقليل، انضم إليهم:
- إيفان كارابيتس
- يفهين ستانكوفيتش
- Oleh Kiva [Ківа Олег Пилипович]
- Svyatoslav Krutykov [Крутиков Святослав Леонтійович]